# Metoda EPS (Environmental Priority Strategies)
Metoda EPS (Environmental Priority Strategies) – jedna z opracowanych metod oceny oddziaływania na środowisko.

## Historia
Metoda ta została opracowana na potrzeby firmy Volvo wraz ze współpracą z innymi szwedzkimi markami.

## Założenia metody
Główny nacisk w tej metodzie kładziony jest nie tylko na efekt produkcji, ale na konsekwencje dla środowiska wynikające z procesu produkcji. W metodzie tej zwraca się szczególną uwagę na zmniejszanie się zasobów surowcowych, wpływ analizowanego procesu na przyszłą utratę zdrowia bądź nawet zgony wynikłe z wdrożenia procesu produkcji. Wspomniany wpływ na zdrowie wynika bowiem z uwolnienia do środowiska pewnych szkodliwych substancji powstałych w wyniku procesu produkcyjnego. Bada się także zanikanie różnych gatunków roślin i zwierząt oraz potencjalne szkody dla rolnictwa. Dodatkowo uwzględnia się także różne wartości estetyczne, np. poczucie piękna. W pierwszym etapie określa się efekty. Następnie wprowadza się czynniki korygujące i uzupełniające, związane np. z ekspozycją (czyli potencjalnym narażeniem na szkodliwe efekty), częstością występowania szkodliwego efektu (uwzględnia się tutaj także prawdopodobieństwo zajścia niekorzystnego zdarzenia) oraz czasem, po którym dany efekt może wystąpić (np. szybkość degradacji danej substancji).

## Stosowane miary
W analizowanej metodzie stara się korzystać z odpowiednich kategorii finansowych. Tak więc np. zmniejszanie zasobów surowców wyznacza się poprzez oszacowanie [kosztów, które zostaną poniesione w związku z ich wydobyciem. Np. dla ropy i węgla wycenia się koszt alternatywnego paliwa. Najtrudniejszym elementem wyceny jest poczucie piękna. Stosuje się w tym wypadku tzw. metodę gotowości do płacenia (WTP).

## Krytyka metody
Jakość i użyteczność tej metody jest w duży sposób zależna od dostępności i jakości (rzetelności) danych. Również metodologia przypisywania wag poszczególnym czynnikom nie jest jasno udokumentowana. 

## Zastosowania
Metoda EPS jest używana przede wszystkim przy produkcji części samochodowych oraz przy badaniach nowej generacji samochodów (wrażliwych na ekologię).